# Präfekturuniversität für Gesundheits- und Wohlfahrtswissenschaften Kanagawa

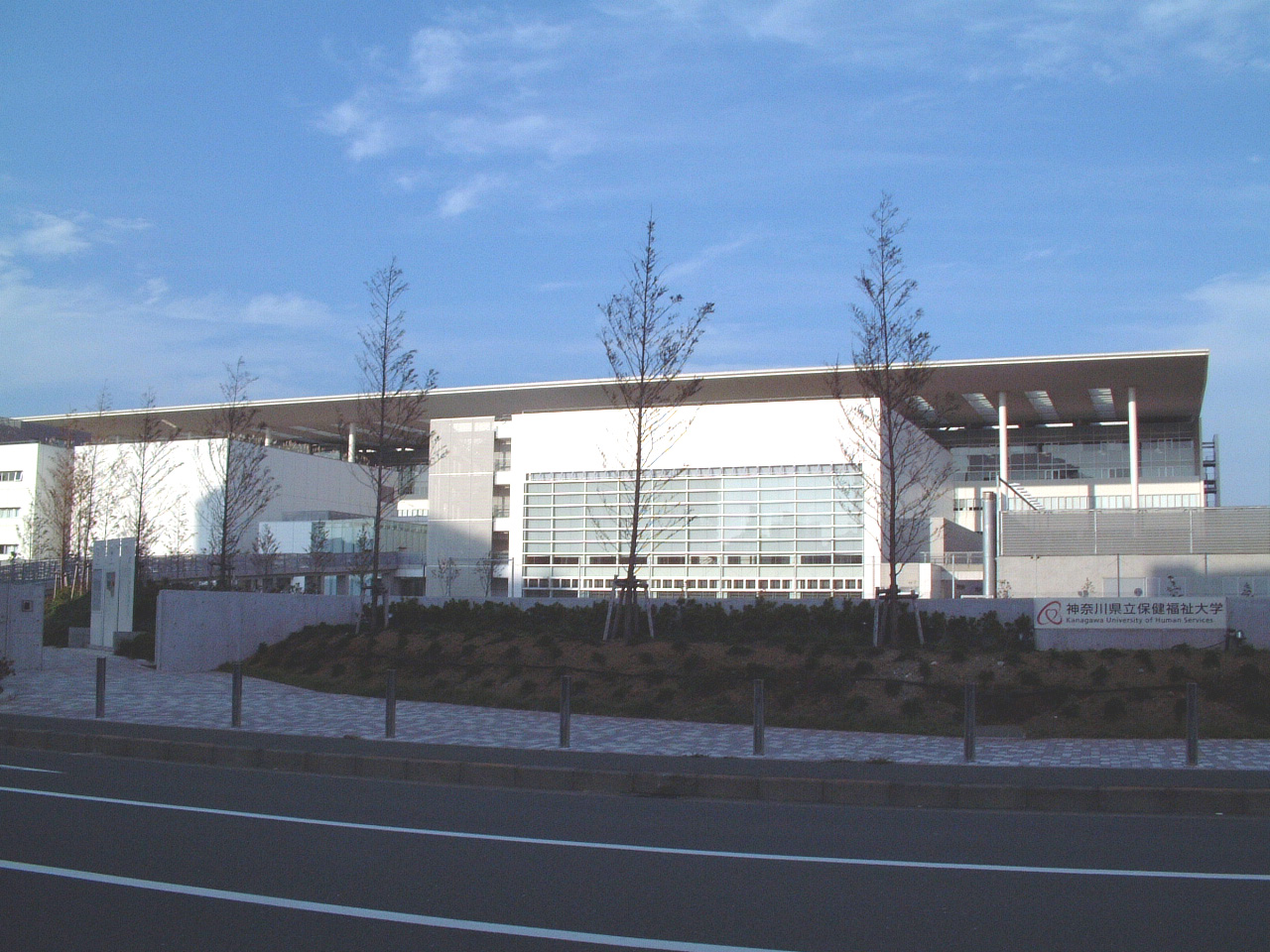
Hauptcampus (2006)

Die Präfekturuniversität für Gesundheits- und Wohlfahrtswissenschaften Kanagawa (japanisch 神奈川県立保健福祉大学 Kanagawa-kenritsu hoken fukushi daigaku; engl. Kanagawa University of Human Services, kurz: KUHS) ist eine öffentliche Universität in Japan. Der Hauptcampus liegt in Yokosuka in der Präfektur Kanagawa. Sie hat zwei weitere Campus in Yokohama (Futamatagawa) und Kawasaki (Tonomachi).

## Geschichte
Die Universität wurde 2003 gegründet. 2007 richtete sie die Graduiertenschule (Masterstudiengänge) ein, 2017 dann die Doktorkurse.
Sie hat zwei Vorgänger:
- die Präfekturale Kurzuniversität für Ernährungswissenschaft Kanagawa (神奈川県立栄養短期大学, Kanagawa-kenritsu eiyō tanki daigaku), und
- die Präfekturale Kurzuniversität für Gesundheitswissenschaft Kanagawa (神奈川県立衛生短期大学 Kanagawa-kenritsu eisei tanki daigaku).

Die Präfekturale Kurzuniversität für Ernährungswissenschaft Kanagawa wurde 1945 als Präfekturale Lehranstalt der Diätassistenten gegründet. 1953 entwickelte sie sich zur Kurzuniversität für Ernährungswissenschaft Kanagawa.
Die Präfekturale Kurzuniversität für Gesundheitswissenschaft Kanagawa wurde 1967 gegründet. Ihr ehemaliger Campus ist heute der Yokohama(Futamatagawa)-Campus.

## Fakultäten
- Yokosuka-Campus (in Yokosuka, Präfektur Kanagawa, 35° 16′ 27″ N, 139° 40′ 48″ OKoordinaten: 35° 16′ 27″ N, 139° 40′ 48″ O):
  - Fakultät für Gesundheits- und Wohlfahrtswissenschaften
    - Abteilung für Pflegewissenschaft
    - Abteilung für Ernährungswissenschaft
    - Abteilung für Soziale Wohlfahrtwissenschaft
    - Abteilung für Rehabilitation

  - Graduiertenschule für Gesundheits- und Wohlfahrtswissenschaften

- Yokohama(Futamatagawa)-Campus (in Asahi-ku, Yokohama, Präfektur Kanagawa, 35° 28′ 5,1″ N, 139° 31′ 15,9″ O):
  - Zentrum für Berufliche Fortbildung (実践教育センター)

- Kawasaki(Tonomachi)-Campus (in Kawasaki-ku, Kawasaki, Präfektur Kanagawa, 35° 32′ 24,9″ N, 139° 45′ 12″ O):
  - Graduiertenschule für Health Innovation